# Boot von Dover
Das am 28. September 1992 gefundene bronzezeitliche Boot von Dover (oder auch Dover-Boot) gilt als das derzeit älteste seetüchtige Boot Europas. Die Überreste des aus vernähten Planken gebauten Bootes wurden im Rahmen von Grabungsarbeiten am Anschluss der A20 an den Kanaltunnel, sechs Meter unter den Straßen der Stadt Dover in Großbritannien, entdeckt. Der Prozess der Analyse und Konservierung war 1999 abgeschlossen.
Das nicht mehr vollständig geborgene Boot hatte eine Restlänge von 9,5 m (ursprünglich mindestens 11,7 m), eine ungefähre Breite von 2,25 m bei einer Rumpfhöhe von 0,8 m. Es wog wahrscheinlich um die 2,3 Tonnen und datiert in die Bronzezeit (ungefähr 1550 v. Chr.)
Das Boot wurde während der Ausgrabung in 32 Stücke geteilt. Der geborgene Rumpf besitzt vier Eichenplanken. Das Boot wurde aus wenigstens drei gerade gemaserten Eichenbäumen gebaut, die ein Alter von über 300 Jahren hatten, als man sie fällte. Sie stammten aus einem dichten Wald, da sich nur wenige Seitenzweige gebildet hatten. Zwei mit Holzkeilen verbundene Planken bildeten den flachen Boden. Die Hölzer laufen am Bug zur Aufnahme eines verlorenen Endstückes Y-förmig auseinander. Die Seitenplanken waren mit Eibenzweigen vernäht. Durch Moos und vermutlich tierisches Fett war das eindeutig benutzte Boot abgedichtet worden. Die Bearbeitungsspuren auf seiner äußeren Bodenfläche waren abgenutzt. Dies deutet an, dass es regelmäßig auf einen Strand gesetzt worden war. Ursprünglich hatte das Boot wahrscheinlich mehr Seitenplanken.
Es gab keine Hinweise auf einen Mast oder die Verwendung von Rudern, daher scheint es wahrscheinlich, dass es gepaddelt wurde. Bei einer Ladung von etwa drei Tonnen wären Geschwindigkeiten von etwa vier Knoten möglich gewesen. Es war bis zu Windstärke vier und einen Meter hohen Wellen seetüchtig. Hinweise auf einen Mast fehlen. Es erscheint geeignet, bei nicht zu rauem Wetter eine Ladung über eine mäßig lange Entfernung zu befördern. An einem guten Tag, mit günstigen Gezeiten, konnte es vielleicht 30 Seemeilen zurücklegen. Ein kleines Stück unbearbeiteten Schiefers, das auf dem Boden des Bootes gefunden wurde, stammt laut Analyse aus der 160 Meilen westlich gelegenen Kimmeridge Bay.